# Rubus longepedicellatus
Rubus longepedicellatus är en rosväxtart som först beskrevs av C.E. Gust., och fick sitt nu gällande namn av C.H. Stirton. Rubus longepedicellatus ingår i släktet rubusar, och familjen rosväxter. Inga underarter finns listade i Catalogue of Life.